# Коннелл, Том
Томас Юджин Коннелл (англ. Thomas Eugene Connell; 25 ноября 1957), более известный как Том Коннелл (англ. Tom Connell) — североирландский футболист, левый защитник.

## Клубная карьера
Уроженец Ньюри, Коннелл выступал за североирландские клубы «Ньюри Таун» и «Колрейн». В августе 1978 года перешёл в английский клуб «Манчестер Юнайтед». 22 декабря 1978 года дебютировал за «Манчестер Юнайтед» в выездном матче Первого дивизиона против «Болтон Уондерерс» на стадионе «Бернден Парк», в котором гости проиграли со счётом 0:3. Четыре дня спустя Коннелл сыграл в домашнем матче против «Ливерпуля» на стадионе «Олд Траффорд», в нём «Юнайтед» также проиграл со счётом 0:3. Больше в основном составе «Юнайтед» он не играл, проведя следующие три с половиной сезона в резервной команде «Манчестер Юнайтед» в Центральной лиге.
В июле 1982 года покинул английский клуб, перейдя в «Гленторан» за 37 тысяч фунтов. В составе «Гленторана» он выиграл Ирландский кубок, Золотой кубок, Кубок Ольстера и Кубок графства Антрим. В сезоне 1983/84 был признан лучшим игроком клуба.
Летом 1987 года перешёл в другой североирландский клуб «Портадаун», став его капитаном. Провёл в клубе два сезона, после чего завершил карьеру из-за травмы.

## Карьера в сборной
8 марта 1978 года дебютировал за сборную Северной Ирландии до 21 года, а 19 мая того же года сыграл за главную сборную Северной Ирландии в товарищеской игре против сборной Ирландии.

## Достижения
«Колрейн»
- Обладатель Ирландского кубка (ИФА): 1975/76

«Гленторан»
- Обладатель Ирландского кубка (ИФА) (2): 1982/83, 1985/86
- Обладатель Золотого кубка[англ.]: 1982/83
- Финалист Золотого кубка[англ.]: 1983/84
- Обладатель Кубка Ольстера[англ.] (2): 1982/83, 1983/84
- Обладатель Кубка графства Антрим[англ.] (2): 1984/85, 1986/87
- Финалист Кубка графства Антрим[англ.]: 1982/83

«Портадаун»
- Финалист Золотого кубка[англ.]: 1988/89